# Edison Dias Teixeira
Edison Dias Teixeira foi um cirurgião brasileiro, notório por ter realizado o primeiro transplante de pâncreas do mundo, em 25 de maio de 1968, no Rio de Janeiro. O procedimento teve êxito total.